# Hupodonta
Hupodonta é um gênero de traça pertencente à família Arctiidae.